# Мічурінська сільська рада (Бойківський район)
| Мічурінська сільська рада — орган місцевого самоврядування у Бойківському районі Донецької області з адміністративним центром у c. Мічуріне. Сільській раді підпорядковані населені пункти: - c. Мічуріне - с. Богданівка - с. Вершинівка - с. Майорове - с. Нова Мар'ївка - с. Чирилянське - с. Первомайське - с. Розівка |

## Склад ради
Рада складається з 16 депутатів та голови.

## Керівний склад сільської ради
| ПІБ                     | Основні відомості                                                               | Дата обрання | Дата звільнення |
| ----------------------- | ------------------------------------------------------------------------------- | ------------ | --------------- |
| Дініс Юрій Федорович    | Сільський голова, 1948 року народження, освіта, член Партії регіонів            | 26.03.2006   | 31.10.2010      |
| Фтіц Віталій Григорович | Сільський голова, 1959 року народження, освіта середня спеціальна, безпартійний | 31.10.2010   |                 |

Примітка: таблиця складена за даними джерела